# 后水河水库
后水河水库是中国贵州省遵义市绥阳县境内的一座水库，位于乌江水系后水河上，建于1975年。水库正常库容为1440万立方米，集雨面积为92平方千米，海拔为932.5米。